# Sirisjtnik
Sirisjtnik (bulgariska: Сирищник) är ett distrikt i Bulgarien.   Det ligger i kommunen Obsjtina Kovatjevtsi och regionen Pernik, i den västra delen av landet, 40 km väster om huvudstaden Sofia.
Omgivningarna runt Sirisjtnik är en mosaik av jordbruksmark och naturlig växtlighet. Runt Sirisjtnik är det glesbefolkat, med 18 invånare per kvadratkilometer.